# Berghaus Männdlenen
Das Berghaus Männdlenen, manchmal auch als Weber-Hütte bezeichnet, ist ein von der Bergschaft Hintisberg betriebenes alpines Schutzhaus. Es liegt auf 2344 m Höhe in den Berner Voralpen nördlich von Burglauenen auf einem Pass des Höhenzugs, der sich zwischen Brienzersee und dem Tal der Schwarzen Lütschine erstreckt. Das Berghaus Männdlenen eignet sich als Zwischenstation auf dem Höhenweg vom Faulhorn zur Schynigen Platte. 

## Geschichte
Der Bergwanderweg Schynige Platte – Faulhorn musste vor 1930 ohne Zwischenverpflegungsmöglichkeiten bewandert werden. Anfang der 1930er Jahre kam Hans Weber, gelernter Schuhmacher und Betreiber einer kleinen Hühnerfarm, auf die Idee, etwa auf halber Strecke zwischen Schynige Platte – Faulhorn eine kleine Verpflegungsstätte zu errichten. Zuerst versuchte Hans Weber nur mit einem Stuhl und einer Milchkanne die vorbeiziehenden Wanderer zu verpflegen. Jedoch war er den Wetterbedingungen ausgesetzt und so entschied er sich, das Hühnerhaus seiner kleinen Hühnerfarm nach Männdlenen zu transportieren. Helikopter gab es zu dieser Zeit noch nicht und die Strasse auf die nächstgelegene Alp Hintisberg gab es auch nicht. 1934 wurde das Hühnerhaus der Hühnerfarm abgerissen und auf Packeseln und Pferden, zumeist aber auf dem Rücken einiger Frondienstarbeiter, nach Männdlenen auf 2344 Meter über Meer vom Tal aus den Berg hinauf nach Männdlenen transportiert (über 5 Stunden Marschzeit).
Grosse Schwierigkeiten gab es mit der Bewilligung. Da natürlich das Faulhorn und die Schynige Platte kein Interesse an Konkurrenz hatten, machten diese
Einsprachen gegen die „Milchhütte“. Hans Weber wurde mehrmals gebüsst, weil er ohne Bewilligung wirtete. Das hohe Gericht aus Bern erschien bald, zum Glück auch schweissgebadet durch die Wanderung, und sah deshalb ein, dass ein grosses Bedürfnis einer neuen Verpflegungsmöglichkeit bestand. Alsbald wurde die Bewilligung erteilt – jedoch nur der Ausschank von nicht-alkoholischen Getränken. 1952 wurde eine neue, grössere Hütte gebaut, welche erstmals Übernachtungsmöglichkeiten für die Betreiber (diese mussten vorher jeden Abend zur tiefer gelegene Alp wandern) und für Gäste bot. Die neue Hütte war jedoch nicht mehr im Besitz Hans Webers, sondern der Bergschaft Hintisberg, welcher eigentlich der ganze Grund und Boden gehörte und heute noch gehört.
Ende 1954 musste Hans Weber den Pachtvertrag wegen familiären und (privaten) finanziellen Gründen kündigen. Schon bald wurde ein neuer Pächter gefunden. Dieser Pächter, Christian Anneler, bewirtschaftete das „Milchhüttli“ 13 Jahre lang bis Ende 1967.
1968 übernahm der Sohn von Hans Weber – Willy Weber – mit seiner Frau Greti die Milchhütte und bewirtschaftete sie 29 Jahre lang bis 1996. Anfang der 1970er Jahre erhielt Willy Weber die Erlaubnis alkoholische Getränke auszuschenken. Zu dieser Zeit wurden auch die ersten Materialtransporte mit dem Helikopter getätigt. Der Name „Weberhüttli“ manifestierte sich.
1997 übernahm Robert Reichen das Weberhüttli. Im Jahre 2002 wollte man eigentlich das in die Jahre gekommene Hüttli renovieren, ausbauen und vergrössern. Jedoch stellte man fest, dass beim 1952 erbauten Gebäude, gebaut im Barackensystem, die Holzschwellen und Träger komplett durchgefault waren. Somit musste die alte Hütte abgerissen werden und durch eine neue ersetzt werden. Sie hatte seit 1952 keine grösseren Umbauten erfahren, einzig 1982 wurde durch Sturm und Schneemassen das Dach eingedrückt und beschädigt, welches daher erneuert werden musste.
Die neue Hütte konnte planmässig am 5. Juli 2002 eröffnet werden. Da die Hütte selten auf einer Wanderkarte eingezeichnet ist und der Standort,
welcher auch auf den Wegweisern angegeben ist, „Männdlenen“ heisst, wurde die Hütte umbenannt in „Berghaus Männdlenen (Weberhütte)“.

## Aufstiegsmöglichkeiten
- Von der Bergstation der Schynige Platte-Bahn (1987 m) erreicht man das Berghaus Mändlenen in etwa 3 Stunden.
- Ebenfalls etwa 3 Stunden dauert der Aufstieg von der Bergstation der Seilbahn, die von Grindelwald zum First (2167 m) führt.
- Von der im Sommer mit Bussen erreichbaren Bussalp (1800 m) benötigt man knapp 4 Stunden.
- Der schnellste Aufstiegsweg direkt aus dem Tal beginnt in Burglauenen. Auf diesem Weg benötigt man zum Aufstieg etwa 4,5 Stunden.